# 응우옌푹미엔딘
응우옌푹미엔딘(베트남어: Nguyễn Phúc Miên Định / 阮福綿定 완복면정, 1810년 8월 5일 ~ 1886년 11월 5일)은 베트남 응우옌 왕조의 황족이다. 민망 황제의 3번째 아들로, 어머니는 가비(嘉妃) 팜티뚜옛(范氏雪)이다. 원래 이름은 응우옌푹옌(베트남어: Nguyễn Phúc Yến / 阮福宴 완복연)이었으나 개명했다. 자는 민띤(베트남어: Minh Tĩnh / 明靜 명정), 호는 동찌(베트남어: Đông Trì / 東池 동지)이다.

## 생애
1810년 8월 5일에 태어났고, 할아버지 자롱 황제가 이름을 응우옌푹옌이라고 지어주었다. 3살 때 어머니 가비가 죽자 할머니인 순천고황후(順天高皇后) 쩐티당(陳氏璫)에게 맡겨져 자랐다.
민망 황제 재위 초에 큰형인 응우옌푹미엔똥과 함께 출각(出閣)하여 독서(讀書)를 했다. 이때 여러 책을 두루 보았으며, 시를 짓는데 뛰어났다고 한다.
1823년, 봉시(奉侍)하는데 편하도록 후에 왼편에 부저(府邸)를 설치하였다.
1830년, 수춘공(베트남어: Thọ Xuân Công / 壽春公)에 봉해졌고, 그해 가을에 종인부(宗人府)가 설치되자 명명제는 그를 종인부우종정(宗人府右宗正)으로 임명하였다. 또한 명명제는 재위 동안 자주 순행을 나갔는데, 매번 그에게 남아서 후에를 지키도록 하였다.
1842년 봄, 응우옌푹미엔딘은 티에우찌 황제를 따라 하노이로 가서 청나라 사신을 맞이하였다. 이때 청나라 사신 보청(寶靑)이 교자에 앉아서 주작문(朱雀門)으로 바로 들어오려고 하였는데 관리들은 이를 저지하지 못했고 이때 응우옌푹미엔딘이 정색을 하고 보청을 꾸짖어 멈추게 하였다. 이후에 티에우찌 황제가 이를 가상하게 여겨 특이권휴(特異眷庥) 네 글자가 새겨진 백옥패(白玉佩)를 하사하였다.
1845년 여름, 티에우찌 황제가 분방자부(分房字部)를 만들게 하고 이를 여러 공들에게 나눠주어 사윤(嗣胤)을 밝혔는데, 이때 응우옌푹미엔딘이 수(水) 자부(字部)를 받았다.
1865년, 뜨득 황제가 응우옌푹미엔딘이 나이가 많고 또한 덕이 아름답다고 여겨 평상시의 추배(趨拜)를 면하게 하였고, 조회 시엔 연교(軟轎)에 앉아 일정문(日精門) 밖에 이를 수 있게 해 우대하였다. 그해 응우옌푹미엔딘은 섭존인부좌존정(攝尊人府左尊正)에 임명되었다.
1874년, 수춘군왕(베트남어: Thọ Xuân Quận Vương / 壽春郡王)으로 진봉되었다. 그러자 그는 함께 군왕으로 진봉된 영순공(寧順公) 응우옌푹미엔응이와 함께 상소하여 군왕의 작위를 사양하였으나 뜨득 황제는 연로한 지친을 공경하는 의미라면서 받아들이지 않았다.
1878년 봄, 뜨득 황제는 그의 오순대수(五旬大壽)를 맞이하여 응우옌푹미엔딘을 수춘왕(베트남어: Thọ Xuân Vương / 壽春王)에 봉했다.
1880년, 일곱째 아들인 수춘군공 응우옌푹홍깍이 죽자 이 때문에 상심하여 병을 얻었다.
1883년, 뜨득 황제가 죽었는데, 유명을 남겨 응우옌푹미엔딘과 수리군왕(綏理郡王) 응우옌푹미엔찐(阮福綿寊)으로 하여금 보정(輔政)하게 하였다.
1885년, 함응이 황제가 궁을 탈출하여 프랑스에 저항하는 근왕 운동을 펼치자 응우옌푹미엔딘은 양궁(兩宮)의 의지(懿旨)를 받들어 국정을 권섭(權攝)하였다. 아울러 수리(綏理), 해녕(海寧), 홍화(弘化)의 여러 공을 복작시키고 수도로 돌아올 수 있도록 해달라고 주청하였다. 그해 가을에 동카인 황제가 즉위하자 응우옌푹미엔딘은 상소하여 정권을 반납할 수 있도록 청했고, 동카인 황제는 그에게 상을 내렸다.
1886년 겨울, 응우옌푹미엔딘은 사망하였다. 동카인 황제는 3일 동안 도조(悼朝)하였고, 시호를 단각(베트남어: Đoan Khác / 端恪)으로 하고 사당을 건립하였다.
저서로는 《명명궁사(明命宮詞)》와 《정명애방시집(靜明愛芳詩集)》 등이 있다.

## 가족
응우옌푹미엔딘은 144명의 자식(아들 78명, 딸 66명)을 두었는데, 이는 부친인 민망 황제보다 많은 수이다.

### 아들
- 첫째 응우옌푹홍뚜언(베트남어: Nguyễn Phúc Hồng Tuấn / 阮福洪浚 완복홍준, 1827년 2월 24일 ~ 1863년 7월 3일) - 몽은정후(蒙恩亭侯)에 봉해졌다. 아내는 쩐티꺼(陳氏姬)로, 아들 한 명과 딸 세 명을 두었다.
  - 손자 응우옌푹응타인(베트남어: Nguyễn Phúc Ưng Thanh / 阮福膺清 완복응청)
- 둘째 응우옌푹홍우옌(베트남어: Nguyễn Phúc Hồng Uyên / 阮福洪淵 완복홍연, ? ~ ?) - 아들 4명과 딸 5명을 두었다.
- 셋째 응우옌푹홍티엠(베트남어: Nguyễn Phúc Hồng Thiêm / 阮福洪添 완복홍첨, 1831년 8월 30일 ~ 1879년 9월 27일) - 아내는 쩐티짱(陳氏莊)이고, 아들 6명과 딸 2명을 두었다.
- 넷째 응우옌푹홍끼엣(베트남어: Nguyễn Phúc Hồng Kiệt / 阮福洪滐 완복홍걸, 1833년 6월 4일 ~ 1834년 7월 18일)
- 다섯째 응우옌푹홍비(베트남어: Nguyễn Phúc Hồng Vĩ / 阮福洪湋 완복홍위, 1833년 12월 2일 ~ 1843년 2월 12일)
- 여섯째 응우옌푹홍칵(베트남어: Nguyễn Phúc Hồng Khắc / 阮福洪𣴃, 1834년 3월 23일 ~ 1863년 4월 17일) - 아들 2명을 두었다.
- 일곱째 응우옌푹홍깍(베트남어: Nguyễn Phúc Hồng Các / 阮福洪洁, 1834년 8월 18일 ~ 1880년 6월 13일) - 아내 레티럽(黎氏立)과의 사이에서 5명의 아들을 두었다. 처음엔 정후(亭侯)를 세습하였고, 뜨득 24년(1871년)에 수춘현공(壽春縣公)에 습봉되었다. 뜨득 31년(1878년)에는 수춘군공(壽春郡公)을 습봉하였고, 뜨득 33년(1880년)에 사망하였다.
  - 손자 응우옌푹응하오(베트남어: Nguyễn Phúc Ưng Hào / 阮福膺濠 완복응호, 1864년 7월 5일 ~ 1922년 12월 4일) - 수춘향공(壽春鄕公)에 습봉되었고, 6명의 아들과 11명의 딸을 두었다.
- 여덟째 응우옌푹홍니응(베트남어: Nguyễn Phúc Hồng Nhưng / 阮福洪𣱽, 1834년 8월 21일 ~ 1837년 3월 17일)
- 아홉째 응우옌푹홍담(베트남어: Nguyễn Phúc Hồng Đàm / 阮福洪潭, 1835년 1월 24일 ~ 1885년 5월 26일) - 3명의 아들과 3명의 딸을 두었다.
- 열째 응우옌푹홍루엇(베트남어: Nguyễn Phúc Hồng Luật / 阮福洪津, 1835년 11월 4일 ~ 1836년 5월 3일)
- 열한째 응우옌푹홍방(베트남어: Nguyễn Phúc Hồng Bằng / 阮福洪泙, 1836년 7월 27일 ~ 1836년 12월 23일)
- 열두째 응우옌푹홍찌엠(베트남어: Nguyễn Phúc Hồng Triêm / 阮福洪沾, 1837년 8월 5일 ~ 1903년 3월 27일) - 조국경(助國卿)에 봉해졌다.
- 열셋째 응우옌푹홍찌(베트남어: Nguyễn Phúc Hồng Trí / 阮福洪潪, 1837년 1월 15일 ~ 1837년 11월 23일)
- 열넷째 응우옌푹홍탕(베트남어: Nguyễn Phúc Hồng Thắng / 阮福洪溗, 1838년 4월 14일 ~ 1838년 6월 17일)
- 열다섯째 응우옌푹홍함(베트남어: Nguyễn Phúc Hồng Hàm / 阮福洪涵, 1839년 1월 25일 ~ 1891년 2월 18일) - 봉국경(奉國卿)에 봉해졌다.
- 응우옌푹홍자(베트남어: Nguyễn Phúc Hồng Giá / 阮福洪液, 1839년 2월 25일 ~ 1839년 5월 1일)
- 응우옌푹홍뚜이(베트남어: Nguyễn Phúc Hồng Tuy / 阮福洪濉, 1839년 2월 27일 ~ 1910년 4월 5일) - 아들 3명과 딸 2명을 두었다.
- 응우옌푹홍뉴언(베트남어: Nguyễn Phúc Hồng Nhuận / 阮福洪潤)
- 응우옌푹홍수엇(베트남어: Nguyễn Phúc Hồng Suất / 阮福洪𣼧, 1839년 5월 29일 ~ 1843년 4월 25일)
- 응우옌푹홍당(베트남어: Nguyễn Phúc Hồng Đằng / 阮福洪澄, 1840년 4월 2일 ~ 1902년 3월 22일) - 아들 6명과 딸 1명을 두었다.
- 응우옌푹홍프엉(베트남어: Nguyễn Phúc Hồng Phương / 阮福洪汸, 1840년 5월 15일 ~ 1890년 2월 5일) - 딸 3명을 두었다.
- 응우옌푹홍더우(베트남어: Nguyễn Phúc Hồng Đậu / 阮福洪浢, 1840년 11월 21일 ~ 1883년 11월 16일) - 아들 2명과 딸 3명을 두었다.
- 응우옌푹홍쯕(베트남어: Nguyễn Phúc Hồng Chức / 阮福洪𣽚, 1841년 1월 21일 ~ 1842년 11월 18일)
- 응우옌푹홍한(베트남어: Nguyễn Phúc Hồng Hàn / 阮福洪瀚, 1841년 5월 14일 ~ 1842년 11월 18일)
- 응우옌푹홍종(베트남어: Nguyễn Phúc Hồng Dõng / 阮福洪湧, 1841년 8월 3일 ~ 1889년) - 아들 4명과 딸 3명을 두었다.
- 응우옌푹홍똔(베트남어: Nguyễn Phúc Hồng Tốn / 阮福洪潠, 1842년 3월 8일 ~ 1845년 3월 12일)
- 응우옌푹홍뜨엉(베트남어: Nguyễn Phúc Hồng Tượng / 阮福洪潒, 1842년 8월 4일 ~ 1845년 5월 9일)
- 응우옌푹홍토아이(베트남어: Nguyễn Phúc Hồng Thoại / 阮福洪湉, 1842년 8월 19일 ~ 1843년 7월 8일)
- 응우옌푹홍띠엔(베트남어: Nguyễn Phúc Hồng Tiển / 阮福洪洗, 1844년 4월 9일 ~ 1853년 5월 22일)
- 응우옌푹홍띤(베트남어: Nguyễn Phúc Hồng Tịnh / 阮福洪淨, 1844년 4월 18일 ~ 1887년 1월 8일)
- 응우옌푹홍당(베트남어: Nguyễn Phúc Hồng Đằng / 阮福洪溏, 1844년 4월 18일 ~ 1869년 2월 19일)
- 응우옌푹홍짱(베트남어: Nguyễn Phúc Hồng Tráng / 阮福洪𣼥, 1845년 1월 7일 ~ 1887년 3월 11일) - 아들 1명과 딸 2명을 두었다.
- 서른넷째 응우옌푹홍껀(베트남어: Nguyễn Phúc Hồng Cẩn / 阮福洪漌, 1845년 3월 6일 ~ 1922년 11월 23일) - 조국위(助國尉)에 봉해졌고, 아들 4명과 딸 7명을 두었다.
- 응우옌푹홍떤(베트남어: Nguyễn Phúc Hồng Tân / 阮福洪濱, 1845년 7월 16일 ~ 1916년 6월 8일) - 아들 5명을 두었다.
- 응우옌푹홍한(베트남어: Nguyễn Phúc Hồng Hàn / 阮福洪漢, 1846년 9월 12일 ~ 1853년 6월 14일)
- 응우옌푹홍뜨엉(베트남어: Nguyễn Phúc Hồng Tương / 阮福洪湘, 1847년 2월 18일 ~ 1911년 6월 8일) - 아들 5명과 딸 4명을 두었다.
- 응우옌푹홍지엔(베트남어: Nguyễn Phúc Hồng Diễn / 阮福洪演, 1847년 10월 4일 ~ 1853년 4월 3일)
- 응우옌푹홍쭈언(베트남어: Nguyễn Phúc Hồng Chuẩn / 阮福洪準, 1847년 10월 27일 ~ 1853년 6월 30일)
- 응우옌푹홍루옌(베트남어: Nguyễn Phúc Hồng Luyện / 阮福洪湅, 1847년 10월 30일 ~ 1849년 7월 11일)
- 응우옌푹홍뚜언(베트남어: Nguyễn Phúc Hồng Tuấn / 阮福洪涒, 1847년 12월 3일 ~ 1849년 2월 27일)
- 응우옌푹홍주(베트남어: Nguyễn Phúc Hồng Du / 阮福洪游, 1848년 4월 17일 ~ ?년 8월 24일) - 타인타이 원년(1889년), 홍화군왕(弘化郡王) 응우옌푹미엔찌엔의 양자로 보내져 후사가 되었고, 응우옌푹홍허우(阮福洪厚)로 개명하였다.
- 응우옌푹홍한(베트남어: Nguyễn Phúc Hồng Hãn / 阮福洪汗, 1848년 5월 25일 ~ 1856년 8월 12일)
- 응우옌푹홍런(베트남어: Nguyễn Phúc Hồng Lân / 阮福洪瀾, 1849년 8월 1일 ~ ?) - 아들 1명과 딸 5명을 두었다.
- 응우옌푹홍쯕(베트남어: Nguyễn Phúc Hồng Chức / 阮福洪渚, 1849년 8월 28일 ~ 1856년 8월 3일)
- 응우옌푹홍오아인(베트남어: Nguyễn Phúc Hồng Oánh / 阮福洪瀅, 1850년 2월 22일 ~ 1853년 5월 19일)
- 응우옌푹홍찌엔(베트남어: Nguyễn Phúc Hồng Chiên / 阮福洪澶, 1850년 4월 4일 ~ 1853년 6월 11일)
- 응우옌푹홍팝(베트남어: Nguyễn Phúc Hồng Pháp / 阮福洪法, 1850년 11월 7일 ~ 1912년 3월 1일) - 아들 1명과 딸 2명을 두었다.
- 응우옌푹홍꾸옌(베트남어: Nguyễn Phúc Hồng Quyên / 阮福洪涓, 1851년 6월 21일 ~ 1884년 11월 8일) - 아들 3명과 딸 2명을 두었다.
- 응우옌푹홍트(베트남어: Nguyễn Phúc Hồng Thứ / 阮福洪洓, 1854년 7월 27일 ~ 1854년 8월 29일)
- 응우옌푹홍히엔(베트남어: Nguyễn Phúc Hồng Hiển / 阮福洪灦, 1855년 11월 25일 ~ 1924년 10월 30일) - 아들 1명과 딸 1명을 두었다.
- 응우옌푹홍떰(베트남어: Nguyễn Phúc Hồng Tầm / 阮福洪潯, 1855년 12월 12일 ~ 1885년 8월 21일)
- 응우옌푹홍꾸이(베트남어: Nguyễn Phúc Hồng Quì / 阮福洪溎, 1856년 5월 19일 ~ 1901년 4월 2일)
- 응우옌푹홍도(베트남어: Nguyễn Phúc Hồng Đồ / 阮福洪涂, 1856년 10월 14일 ~ 1859년 4월 9일)
- 응우옌푹홍자오(베트남어: Nguyễn Phúc Hồng Giáo / 阮福洪洨, 1858년 5월 26일 ~ 1858년 8월 3일)
- 응우옌푹홍룩(베트남어: Nguyễn Phúc Hồng Lục / 阮福洪淥, 1859년 4월 24일 ~ 1865년 4월 24일)
- 응우옌푹홍꽝(베트남어: Nguyễn Phúc Hồng Quáng / 阮福洪洸, 1859년 7월 17일 ~ 1864년 11월 19일)
- 응우옌푹홍끄(베트남어: Nguyễn Phúc Hồng Cừ / 阮福洪渠, 1859년 12월 13일 ~ 1884년 12월 19일) - 아들 3명과 딸 2명을 두었다.
- 응우옌푹홍업(베트남어: Nguyễn Phúc Hồng Ấp / 阮福洪浥, 1860년 6월 20일 ~ 1863년 7월 1일)
- 응우옌푹홍꾹(베트남어: Nguyễn Phúc Hồng Cúc / 阮福洪淗, 1860년 10월 19일 ~ 1914년 8월 4일) - 아들 2명과 딸 6명을 두었다.
- 응우옌푹홍농(베트남어: Nguyễn Phúc Hồng Nông / 阮福洪濃, 1860년 12월 12일 ~ ?년 11월 6일) - 아들 6명과 딸 4명을 두었다.
- 응우옌푹홍비엔(베트남어: Nguyễn Phúc Hồng Biền / 阮福洪湴, 1862년 2월 13일 ~ 1862년 7월 5일)
- 응우옌푹홍툭(베트남어: Nguyễn Phúc Hồng Thục / 阮福洪淑）
- 응우옌푹홍봉(베트남어: Nguyễn Phúc Hồng Bỗng / 阮福洪淎, 1864년 2월 13일 ~ 1905년 8월 14일) - 딸 1명을 두었다.
- 응우옌푹홍낀(베트남어: Nguyễn Phúc Hồng Kính / 阮福洪涇, 1864년 8월 2일 ~ 1865년 8월 3일)
- 응우옌푹홍담(베트남어: Nguyễn Phúc Hồng Đạm / 阮福洪淡）
- 응우옌푹홍돈(베트남어: Nguyễn Phúc Hồng Đôn / 阮福洪潡, 1867년 2월 23일 ~ 1867년 5월 29일)
- 응우옌푹홍번(베트남어: Nguyễn Phúc Hồng Vân / 阮福洪澐, 1869년 3월 19일 ~ 1914년 8월 16일) - 아들 2명과 딸 3명을 두었다.
- 응우옌푹홍끼(베트남어: Nguyễn Phúc Hồng Kỳ / 阮福洪淇, 1869년 8월 29일 ~ 1921년 6월 4일) - 아들 5명과 딸 3명을 두었다.
- 응우옌푹홍뚜옌(베트남어: Nguyễn Phúc Hồng Tuyên / 阮福洪渲, 1873년 3월 3일 ~ ?년 2월 12일) - 아들 3명과 딸 1명을 두었다.
- 응우옌푹홍응오안(베트남어: Nguyễn Phúc Hồng Ngoạn / 阮福洪浣, 1876년 2월 29일 ~ 1922년 - 아들 2명과 딸 5명을 두었다.

### 딸
- 응우옌티응옥장(베트남어: Nguyễn Thị Ngọc Giáng / 阮氏玉絳, 1828년 2월 6일 ~ 1922년)
- 응우옌티조안꿍(베트남어: Nguyễn Thị Doãn Cung / 阮氏允恭, 1829년 11월 6일 ~ 1922년)
- 응우옌티응옥토아이(베트남어: Nguyễn Thị Ngọc Thoại / 阮氏玉瑞, 1830년 3월 30일 ~ 1922년)
- 응우옌티빅지에우(베트남어: Nguyễn Thị Bích Diêu / 阮氏碧瑤, 1830년 8월 12일 ~ ?)
- 응우옌티쯕뚜이(베트남어: Nguyễn Thị Chức Túy / 阮氏織粹, 1833년 6월 3일 ~ 1883년 11월 10일)
- 응우옌티지엠쩟(베트남어: Nguyễn Thị Diệm Chất / 阮氏艷質, 1833년 8월 18일 ~ 1833년 11월 1일)
- 응우옌티찐뜨(베트남어: Nguyễn Thị Trinh Tư / 阮氏貞姿, 1834년 9월 27일 ~ 1837년 8월 13일)
- 응우옌티미찌에우(베트남어: Nguyễn Thị Mỹ Triệu / 阮氏美肇, 1835년 1월 16일 ~ 1835년 3월 5일)
- 응우옌티디엠디엠(베트남어: Nguyễn Thị Điềm Điềm / 阮氏恬恬, 1835년 8월 1일 ~ 1835년 11월 10일)
- 응우옌티타인번(베트남어: Nguyễn Thị Thanh Bân / 阮氏清彬, 1835년 8월 28일 ~ 1836년 1월 12일)
- 응우옌티펀흐엇(베트남어: Nguyễn Thị Phấn Hượt / 阮氏粉獲, 1837년 11월 12일 ~ 1902년 7월 7일)
- 응우옌티껌떰(베트남어: Nguyễn Thị Cẩm Tâm / 阮氏錦心, 1838년 4월 18일 ~ 1900년 5월 30일)
- 응우옌티띠엠후이(베트남어: Nguyễn Thị Tiêm Huy / 阮氏暹暉, 1838년 5월 22일 ~ 1870년 12월 3일)
- 응우옌티투이(베트남어: Nguyễn Thị Thu Ý / 阮氏秋意, 1838년 7월 12일 ~ 1869년 9월 1일)
- 응우옌티티에우뚜(베트남어: Nguyễn Thị Thiều Tú / 阮氏韶秀, 1838년 10월 6일 ~ 1895년 8월 21일)
- 응우옌티띤꾸옌(베트남어: Nguyễn Thị Tịnh Quyên / 阮氏淨鵑, 1839년 1월 17일 ~ 1839년 3월 23일)
- 응우옌티미합(베트남어: Nguyễn Thị Mỹ Hạp / 阮氏美闔, 1839년 1월 19일 ~ 1842년 3월 14일)
- 응우옌티지엠짱(베트남어: Nguyễn Thị Diệm Trang / 阮氏艷莊, 1839년 5월 18일 ~ 1839년 8월 14일)
- 응우옌티우옌주(베트남어: Nguyễn Thị Uyên Du / 阮氏鴛遊, 1841년 1월 20일 ~ 1843년 6월 23일)
- 응우옌티지엠주(베트남어: Nguyễn Thị Diệm Gịu / 阮氏艷球, 1841년 8월 3일 ~ 1842년 3월 22일)
- 응우옌티투번(베트남어: Nguyễn Thị Thu Vân / 阮氏秋雲, 1842년 1월 10일 ~ 1842년 4월 2일)
- 응우옌티지띤(베트남어: Nguyễn Thị Di Tình / 阮氏夷情, 1842년 7월 24일 ~ 1901년 7월 8일)
- 응우옌티토아이꾸에(베트남어: Nguyễn Thị Thoại Quế / 阮氏瑞桂, 1842년 7월 30일 ~ 1842년 10월 3일)
- 응우옌티뚜이띠에우(베트남어: Nguyễn Thị Túy Tiếu / 阮氏粹簫, 1842년 9월 1일 ~ 1864년 9월27일)
- 응우옌티지엠레(베트남어: Nguyễn Thị Diễm Lê / 阮氏艷麗, 1843년 1월 6일 ~ 1843년 4월 3일)
- 응우옌티또프엉(베트남어: Nguyễn Thị Tố Phương / 阮氏素芳, 1843년 1월 21일 ~ 1845년 7월 27일)
- 응우옌티주옌쭈언(베트남어: Nguyễn Thị Duyên Chuân / 阮氏緣隼, 1843년 2월 8일 ~ 1843년 5월 12일)
- 응우옌티리에우미(베트남어: Nguyễn Thị Liễu Mỹ / 阮氏柳美, 1843년 2월 16일 ~ 1902년 4월 19일)
- 응우옌티레꾸옌(베트남어: Nguyễn Thị Lệ Quyên / 阮氏麗鵑, 1843년 2월 28일 ~ 1845년 4월 11일)
- 응우옌티뚜언미(베트남어: Nguyễn Thị Tuấn Mỹ / 阮氏俊美, 1844년 4월 28일 ~ 1888년 2월 22일)
- 응우옌티하번(베트남어: Nguyễn Thị Hạ Vân / 阮氏夏雲, 1844년 5월 5일 ~ ?)
- 응우옌티자엄(베트남어: Nguyễn Thị Giã Âm / 阮氏寫音, 1846년 8월 13일 ~ 1875년 10월 21일)
- 응우옌티마이짱(베트남어: Nguyễn Thị Mai Trang / 阮氏梅莊, 1846년 12월 3일 ~ 1931년 10월 18일)
- 응우옌티응우옛꾸옌(베트남어: Nguyễn Thị Nguyệt Quyên / 阮氏月鵑, 1847년 2월 18일 ~ 1849년 1월 28일)
- 응우옌티응우옛도안(베트남어: Nguyễn Thị Nguyệt Đoàn / 阮氏月團, 1847년 6월 3일 ~ 1885년 8월 1일)
- 응우옌티꾹뉴이(베트남어: Nguyễn Thị Cúc Nhụy / 阮氏菊蕤, 1847년 8월 4일 ~ 1895년 9월 26일)
- 응우옌티응엄쩜(베트남어: Nguyễn Thị Ngâm Trâm / 阮氏吟簪, 1847년 11월 23일 ~ 1855년 9월 1일)
- 응우옌티쯕껌(베트남어: Nguyễn Thị Chức Cẫm / 阮氏織錦, 1848년 11월 21일 ~ 1898년 3월 13일)
- 응우옌티쑤언티에우(베트남어: Nguyễn Thị Xuân Thiều / 阮氏春韶, 1849년 1월 14일 ~ 1869년 6월 15일)
- 응우옌티투후이(베트남어: Nguyễn Thị Thu Huy / 阮氏秋暉, 1850년 9월 21일 ~ 1853년 6월 13일)
- 응우옌티투다오(베트남어: Nguyễn Thị Thu Đào / 阮氏秋姚, 1851년 8월 22일 ~ 1874년 2월 16일)
- 응우옌티떰지(베트남어: Nguyễn Thị Tâm Di / 阮氏心頤, 1853년 10월 15일 ~ 1857년 10월 16일)
- 응우옌티풍띠에우(베트남어: Nguyễn Thị Phụng Tiêu / 阮氏鳳簫, 1855년 1월 12일 ~ 1855년 5월 28일)
- 응우옌티테룩(베트남어: Nguyễn Thị Thễ Lục / 阮氏世祿, 1857년 5월 18일 ~ 1860년 9월 3일)
- 응우옌티테껌(베트남어: Nguyễn Thị Thễ Cầm / 阮氏世琴)
- 응우옌티담니으(베트남어: Nguyễn Thị Đạm Như / 阮氏淡如, 1857년 10월 19일 ~ 1909년 10월 8일)
- 응우옌티쑤언히(베트남어: Nguyễn Thị Xuân Hỹ / 阮氏春矣, 1859년 12월 14일 ~ 1889년 1월 12일)
- 응우옌티지에우다오(베트남어: Nguyễn Thị Diệu Đào / 阮氏妙姚, 1864년 10월 25일 ~ ?)
- 응우옌티번미(베트남어: Nguyễn Thị Bân Mỹ / 阮氏彬美, 1865년 3월 24일 ~ 1890년 6월 25일)
- 응우옌티띠에우꾸에(베트남어: Nguyễn Thị Tiểu Quế / 阮氏小桂, 1865년 4월 5일 ~ 1913년 4월 25일)
- 응우옌티뜨엉비(베트남어: Nguyễn Thị Tường Vi / 阮氏祥闈, 1866년 1월 8일 ~ 1866년 7월 7일)
- 응우옌티지에우아인(베트남어: Nguyễn Thị Diệu Anh / 阮氏妙鶯, 1867년 6월 23일 ~ 1868년 1월 29일)
- 응우옌티뜨혹(베트남어: Nguyễn Thị Tự Học / 阮氏嗣學, 1869년 2월 11일 ~ 1922년 11월 25일)
- 응우옌티프엉지(베트남어: Nguyễn Thị Phương Di / 阮氏芳貽, 1876년 8월 12일 ~ ?)
- 예순여섯째 응우옌티뚜언주(베트남어: Nguyễn Thị Tuần Du / 阮氏順遊, 1880년 2월 19일 ~ 1904년 7월 3일)

## 참고 문헌
- 《대남실록(大南實錄)》정편열전2집(正編列傳二集)
- 《완복족세보(阮福族世譜)》
- 수춘왕복수필호(壽春王福壽弼壹) 보관됨 2016-03-04 - 웨이백 머신
- 완조세계(阮朝世系)
- 수춘왕면정세계(壽春王綿定世系)